# Medaille voor Opofferende Hulp in de Watersnood van 1888
De Medaille voor Opofferende Hulp in de Watersnood van 1888 (Duits: "Medaille für opferwillige Hilfe in der Wassersnot") werd in 1888 door groothertog Frederik Frans III van Mecklenburg-Schwerin ingesteld om de hulpverleners die het Mecklenburgse volk tijdens de watersnood van 1888 hadden bijgestaan te kunnen belonen.
De ronde medaille is van geoxideerd brons en draagt op de voorzijde het portret van de vorst met het rondschrift "FRIEDRICH FRANZ GROSSHERZOG V. MECKLENBURG SCHWERIN". Op de keerzijde staat "FÜR OPFERWILLIGE HÜLFE IM WASSERSNOTH 1888" tussen veertien sterren.
Men droeg de medaille aan een egaal paars lint op de linkerborst. De nabestaanden van een gedecoreerde mochten de medaille na diens overlijden houden.